# Francesco Tacconi
Pour les articles homonymes, voir Tacconi.
Francesco Tacconi (Crémone, actif de 1464 à 1490) est un peintre italien de la Renaissance qui fut actif au XVe siècle.

## Biographie
Francesco Tacconi et son frère Filippo, réalisèrent plusieurs fresques dans la loggia du Palazzo Pubblico de Crémone. En 1464, ils furent exemptés de toutes taxes à la suite de cette décoration (qui a été blanchie par la suite).
En 1490, Francesco décora les portes de l'orgue alors en usage de la Basilique Saint-Marc à Venise, Adoration des rois et des bergers (extérieur) et Résurrection du Christ (intérieur). Ces peintures, bien que fortement endommagées, sont toujours préservées et elles ont été datées et signées (O. Francisci Tachoni Cremon. Picturis 24 mai 1490).

## Œuvres
- Fresques, Palazzo Pubblico, Crémone
- Adoration des rois et des bergers et Résurrection du Christ , Basilique Saint-Marc, Venise.
- Vierge trônant (1489) , National Gallery, Londres.

## Sources
- (en) Cet article est partiellement ou en totalité issu de l’article de Wikipédia en anglais intitulé « Francesco Tacconi » (voir la liste des auteurs).